# 陳中梅
陳中梅（1954年1月—），中國希臘語文學研究者、翻譯者，中國社會科學院外國文學研究所中北歐文學研究室主任、研究員、博士生導師，中國共產黨員，上海市人。

## 學歷
陳在福州福建師範大學完成本科學業、在厦門大學讀文學研究生，專業都是英語，在美國猶他州鹽湖城楊百翰大學取得博士學位，專業是西洋古典學。

## 譯作
從古希臘語原文翻譯了《伊利亞特》、《奧德賽》、《詩學》、《埃斯库罗斯悲劇全集》等書。

## 著作
著有《神聖的荷馬》等書。

## 外部連結
- 外國文學網陳中梅資料網頁 （页面存档备份，存于）